# ریسرو (کانزاس)
ریسرو (به انگلیسی: Reserve) شهری در ایالت کانزاس کشور ایالات متحده آمریکا است که جمعیت آن در سرشماری سال ۲۰۱۰ میلادی، ۸۴ نفر بوده‌است.